# Charles E. Leiserson

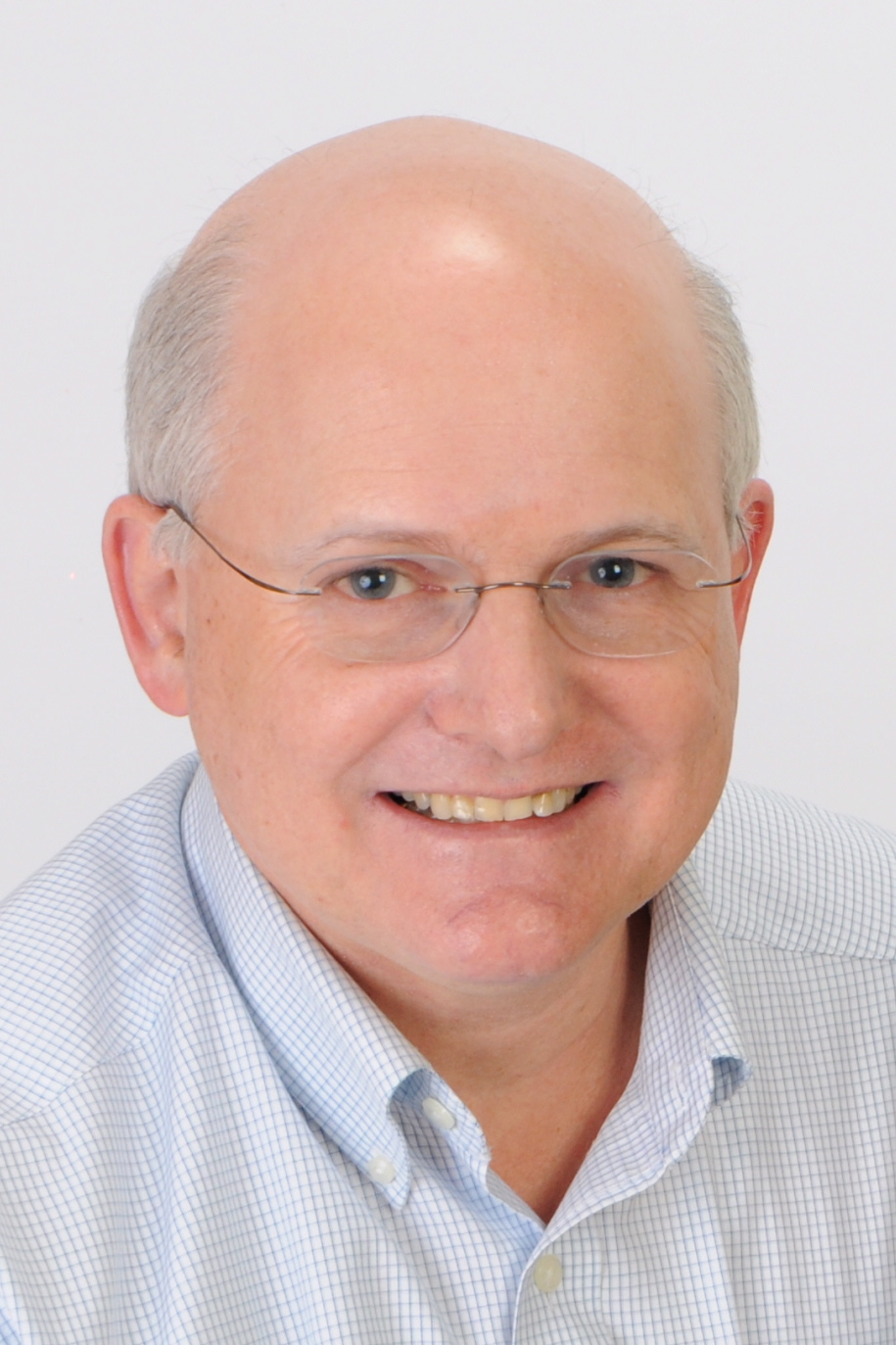
Charles E. Leiserson, 2011

Charles Eric Leiserson (* 12. November 1953) ist ein US-amerikanischer Forscher auf dem Gebiet der Informatik. Er forscht vor allem in den Bereichen der Parallelrechner und dem verteilten Rechnen sowie praktischen Anwendungen hierfür.

## Karriere
Leiserson schloss im Jahr 1975 sein Bachelor-Studium in den Bereichen Informatik und Mathematik an der Yale University ab. Seinen Doktor in Informatik schloss er 1981 an der Carnegie Mellon University ab, seine Doktorväter waren Hsiang-Tsung Kung (und Jon Bentley).
Anschließend ging er an das Massachusetts Institute of Technology, wo er als Professor tätig ist. Zusätzlich ist er ein Leiter in der Gruppe Theory of Computation research Group vom MIT Computer Science and Artificial Intelligence Laboratory. Er war auch Leiter der Forschungsabteilung von Akamai und gründete das Unternehmen Cilk Arts, Inc., wo er als technischer Direktor tätig ist. Cilk Arts ist ein Start-up-Unternehmen, welches Cilk entwickelt, eine Programmiersprache für Multithreading-Programmierung, die nachweislich einen guten work stealing Algorithmus für die Prozesszeitplanung verwendet. Die Firma, die Cilk mit einer Lizenz des MIT entwickelte, wo Cilk ursprünglich entstand, wurde 2009 von Intel übernommen. Die Fat-Tree-Netzwerktopologie wurde von ihm entwickelt, diese findet in vielen Supercomputern Verwendung, wie zum Beispiel der Connection Machine CM5. Bei der Entwicklung dieses Rechners war er als Netzwerkarchitekt tätig. Er gilt auch als Pionier bei der Entwicklung der VSLI-Theorie, unter anderem für die Retiming-Methode der digitalen Optimierung zusammen mit James B. Saxe und Systolischen Arrays zusammen mit H. T. Kung (1978).
Seine Doktorarbeit Area-Efficient VLSI Computation, war die erste, die den Association for Computing Machinery (ACM) Doctoral Dissertation Award gewann. 1985 verlieh ihm die National Science Foundation die Auszeichnung Presidential Young Investigator Award. 2006 wurde er zum Fellow der ACM. Für 2013 wurde ihm, gemeinsam mit Robert D. Blumofe, mit dem er die Work stealing Algorithmen entwickelt hatte, der Paris-Kanellakis-Preis zugesprochen. 2016 wurde er in die National Academy of Engineering gewählt.
Zusammen mit Thomas H. Cormen, Ronald Rivest und Clifford Stein hat er das Standardwerk für die Einführung in Algorithmen Introduction to Algorithms geschrieben. Außerdem hat er die Idee eines cache-oblivious-Algorithmus entwickelt, welche ohne Tuning-Parameter wie Cachegröße und Cacheline-Länge den Cache nahezu optimal ausnutzt.

## Schriften
- Thomas H. Cormen, Leiserson, Charles E.; Rivest, Ronald L.: Introduction to Algorithms. first edition Auflage. MIT Press and McGraw-Hill, 1990, ISBN 0-262-03141-8 (englisch).
- Thomas H. Cormen, Leiserson, Charles E.; Rivest, Ronald L.; Stein, Clifford: Introduction to Algorithms. 2. Auflage. MIT Press and McGraw-Hill, 2001, ISBN 0-262-53196-8 (englisch).
- Thomas H. Cormen, Charles E. Leiserson, Ronald Rivest, Clifford Stein: Algorithmen – Eine Einführung, Oldenbourg, 2010. ISBN 978-3-486-59002-9